# Odra (calculator)

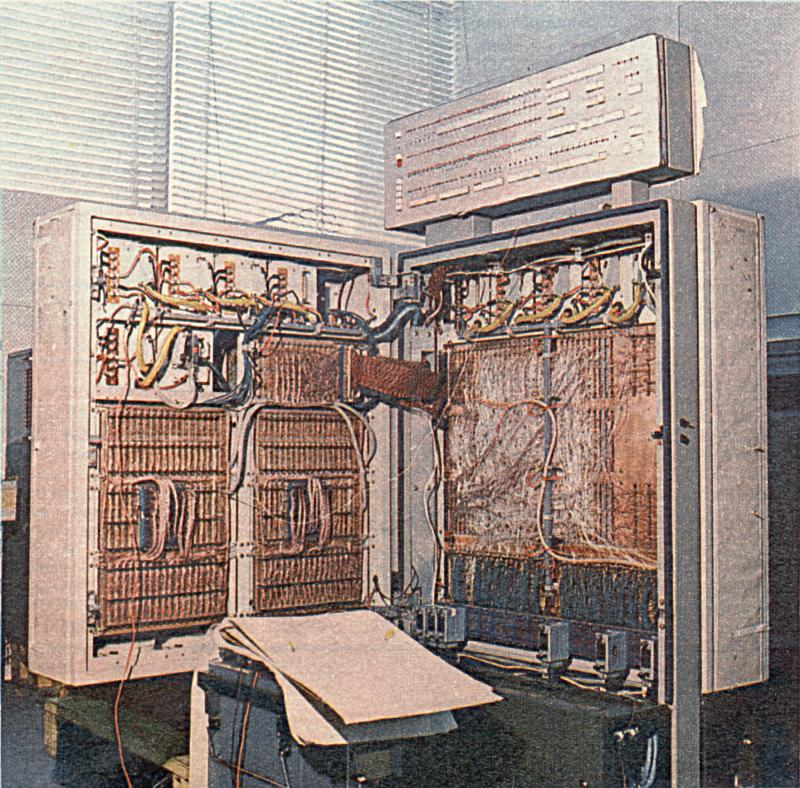
Unitatea centrală deschisă a unui calculator ODRA 1305 în 1974

Odra este numele unei serii de calculatoare electronice mainframe produse în Wrocław, Polonia între 1960 și 1989. Au fost produse 6 modele originale (Odra 1001, 1002, 1003, 1013, 1103 și 1204), precum și 3 modele licențiate de la firma engleză ICL (1304, 1305 și 1325). Numele seriei provine de la râul Oder (în poloneză Odra), ce trece prin orașul Wrocław. 
Producătorul a fost întreprinderea Elwro, care a încetat producția în 1989 și a fost lichidată în 1993. Unul dintre ultimele exemplare ale calculatorului Odra a ieșit din uz pe 18 iulie 2003, după 29 ani de funcționare fără probleme în camera principală de control al companiei de distribuție Wroclaw Hutmen. Un alt exemplar ODRA 1305 a funcționat până pe 30 aprilie 2010 în centrul de calcul al căilor ferate din Lublin. Sistemul a fost oprit la ora 22:00 CEST pentru a fi înlocuit cu un calculator mai modern. Câteva exemplare sunt în expozițiile diferitelor muzee și cel puțin unul este operațional, fiind întreținut de studenții unei universități care au creat un fan club al modelului.

## Modele

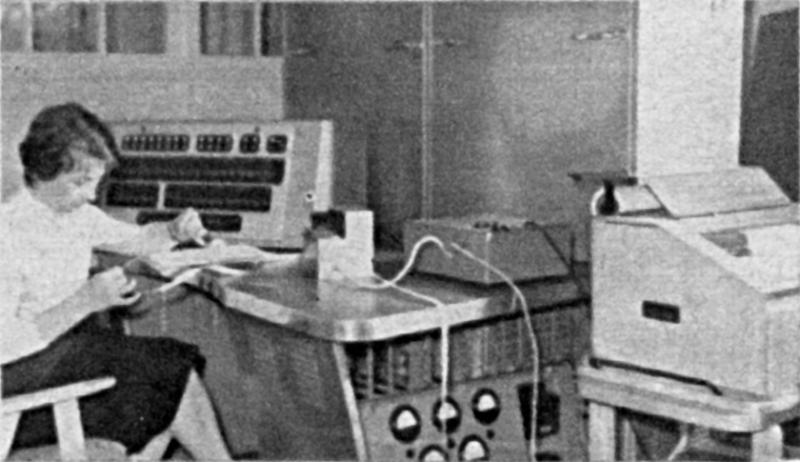
Odra 1001

### Odra 1001
Odra 1001 a fost un calculator de generația I produs ca prototip în 1960-1961 de o echipă condusă de George Gradowski. Performanța (cca. 200 operații/s și memorie de 2048 de cuvinte a 18 biți) și fiabilitatea nesatisfăcătoare a făcut ca acest model să nu intre în producția de serie. Calculatorul era derivat din S-1, primul calculator polonez cu tranzistori, dar folosea tamburul de memorie al unui alt computer, EMAL-2.

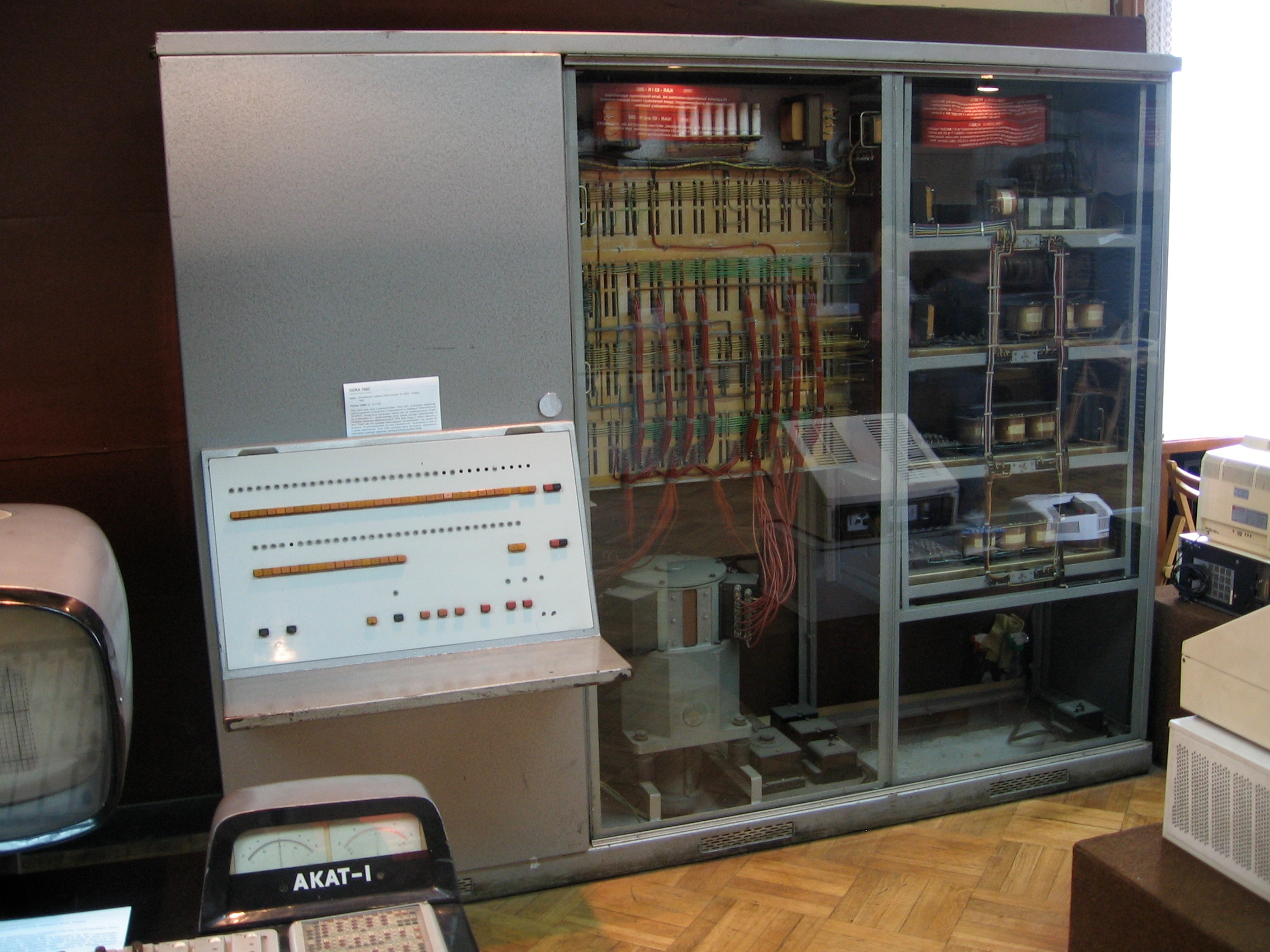
Odra 1002 la Muzeul Tehnic din Varșovia

### Odra 1002
Odra 1002 a fost al doilea prototip de calculator cu tuburi și tranzistoare produs de fabrica Elwro între 1961-1964. Avea 4096 de cuvinte de 36 de biți și putea realiza 800 de operații pe secundă. Nici acesta nu a atins standardele de fiabilitate cerute pentru a intra în producția de serie.

### Odra 1003

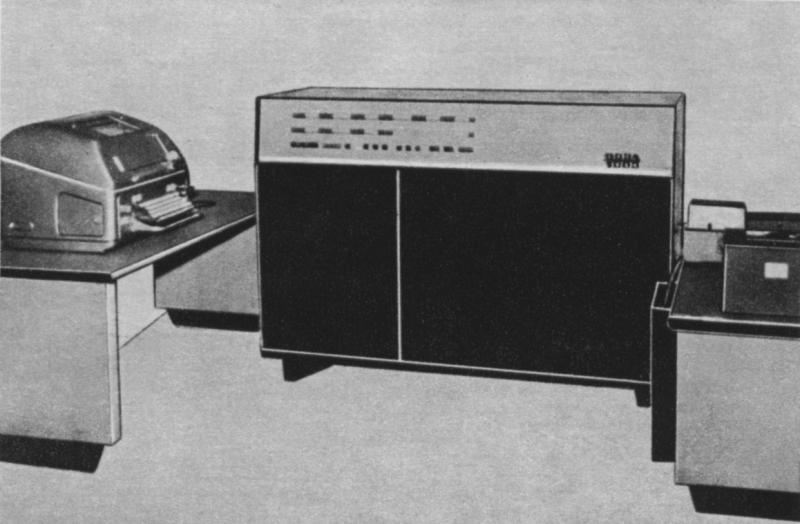
Odra 1003

Odra 1003 a fost un calculator de generația a doua, cu tranzistori din aliaj de germaniu, produs în serie începând cu anul 1964. A fost bazat pe modelele anterioare, fiind primul care a fost introdus în producția de serie. Capacitatea memoriei pe tambur a fost din nou dublată, până la 8192 de cuvinte de 39 de biți. Procesorul avea o frecvență de 250Hz, cântărind nu mai puțin de 400 kg. Calculatorul avea instrucțiuni cu 2 adrese și operații în virgulă mobilă.

### Odra 1013
Ca și predecesorul său, Odra 1013 a fost tot un calculator de generația a doua, fiind de fapt o evoluție a acestuia (a fost adăugat un mic tambur de memorie, fiind în rest identic cu Odra 1003). Computerul a fost destinat pentru calcule și control în procesele tehnologice, științifice și tehnice, fiind produs începând cu anul 1965 într-un număr de 84 de exemplare. Putea fi programat în limbajele JAS și MOST F.

### Odra 1103
Odra 1103 a fost un calculator specializat derivat din Odra 1003, conceput pentru prelucrarea datelor zecimal în strânsă cooperare cu mașinile analitice. A fost produs între 1967 și 1969 într-un număr de 64 de exemplare.

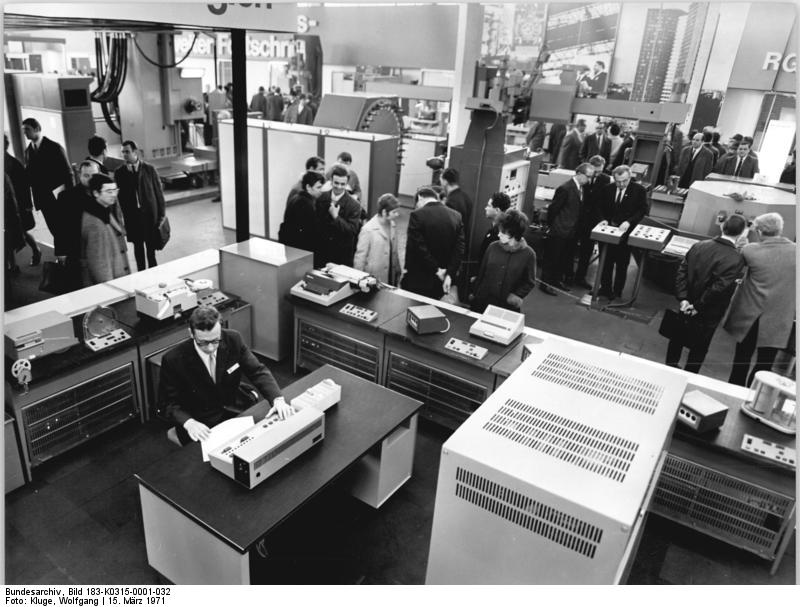
Odra 1204 la Târgul de la Leipzig din 1971

### Odra 1204
Odra 1204 a fost ultimul model din serie produs cu tehnologie poloneză. Computerul a fost primul calculator polonez microprogramabil, cu o logică și o structură complet revizuite față de calculatoarele Oder mai vechi. 
Avea lungimea cuvântului de 24 de biți, până la 64K cuvinte de memorie și putea fi programat în mai multe limbaje de programare, inclusiv Algol 1204. Pentru stocare se foloseau 4 tamburi de 16K cuvinte, precum și un dispozitiv cu bandă magnetică. Inițial, calculatorul avea un sistem de operare numit SOW, realizat de specialiștii fabricii Elwro. Ulterior, Universitatea de Wroclaw a dezvoltat un alt sistem de operare, numit MASON, care ocupa numai jumătate din memoria ocupată de SOW.
În total au fost produse 179 de exemplare, din care 114 au fost exportate.

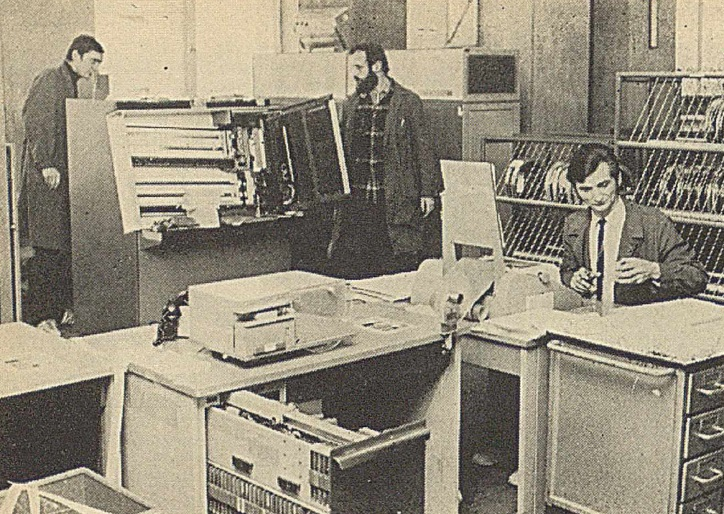
Odra 1304 în Biroul Central de Statistică

### Odra 1304
Odra 1304 a fost un calculator de generația a doua construit în jurul anilor 1968 - 1969 la Elwro. Între anii 1970-1973 au fost produse în total 90 de exemplare (respectiv 8, 25, 37 și 20). Calculatorul era capabil de 50.000 de operații pe secundă și avea o memorie de până la 128K cuvinte (de 24 de biți), cu un timp de acces mediu de 6 ms. Pentru microcod era folosită o memorie specială de ferită, cu un cuvânt de 48 de biți. Dispozitivele periferice erau diverse, incluzând cititor de bandă, de cartele perforate, imprimantă, multiplexor etc.

### Odra 1305
Odra 1305 este un calculator de generația a treia, produs într-un număr de 346 de unități în 1973, după un prototip din 1971. Calculatorul respectă în întregime caracteristicile calculatoarelor ICL 1900. Pentru producție s-au folosit circuite integrate TTL care au redus semnificativ timpul de execuție al instrucțiunilor și cel de acces la memorie, până la ~1 ms. Memoria RAM era din ferită, cu 1 bit de paritate și o capacitate de până la 256 K cuvinte (un cuvânt avea 24 de biți + 1 bit de paritate).
O variantă a acestui model a fost produsă sub numele Rodan 15 pentru armata poloneză. De asemenea, calculatoarele Odra 1305 au fost cele mai longevive din serie, ultimul fiind scos din funcțiune de-abia în 2010, la mai bine de 35 de ani de la punerea în serviciu.

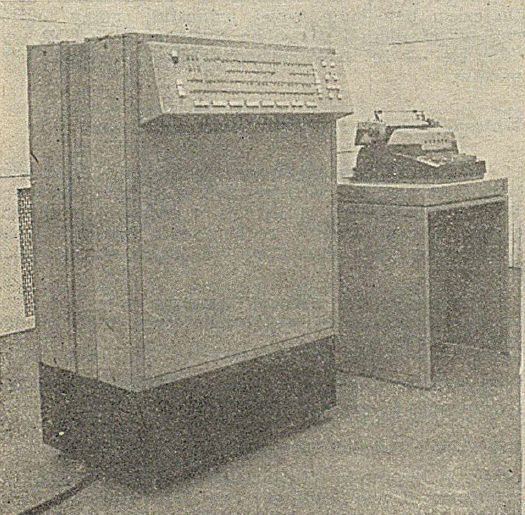
Unitatea centrală Odra 1325

### Odra 1325
Acesta este ultimul model produs din seria Odra, fiind fabricat în 151 de exemplare în varianta civilă. Era o evoluție a modelului 1305, dotat cu până la 128 k cuvinte (de 24 de biți) de memorie și mult mai multe dispozitive de intrare/ieșire. A fost utilizat pentru controlul proceselor tehnologice și de prelucrare de date multiple, fiind inclusiv adaptat pentru folosirea multi-utilizator, prin interfațarea cu terminale de tip Facit și mai apoi cu terminale poloneze.
Au existat mai multe variante militare ale acestui model, printre care Rodan 10 și Rodan 15..